# Ретрокогниция
Ретрокогниция или също пост-когниция (на латински: retro - „назад“ и cognition - „знание“), описва „знание за предходни събития, които няма как да бъдат научени или до тях да се стигне чрез съждение и заключаване по нормални начини.“  Терминът е изкован от Фредерик Майерс .
Терминът се използва в комиксите.
Ретрокогницията според някои включва „четене на история“ – или това е да се разбере нечия лична биография или история на живота, и конкретни случки от него (това обаче може да е ограничено като способност до определено време назад), както и „припомняне на миналото“ – или това е интуитивно знание за това какво се е случило.